# Milan Komárek
Milan Komárek (* 1971) je český policista, od června 2013 do července 2014 ředitel Útvaru odhalování korupce a finanční kriminality, v červenci 2016 dočasný ředitel ÚOOZ, v letech 2016 až 2019 náměstek ředitele Národní centrály proti organizovanému zločinu.

## Život a policejní kariéra
Vystudoval Policejní akademii ČR (promoval v roce 1997 a získal titul Bc.) a práva na Západočeské univerzitě v Plzni (promoval v roce 2002 a získal titul Mgr.).
Do služebního poměru nastoupil v roce 1991. Působil převážně jako asistent vyšetřovatele a vyšetřovatel. Od roku 2000 byl v různých řídících funkcích. Nejdříve byl ředitelem Okresního úřadu vyšetřování v Nymburce (2000 až 2002) a náměstkem ředitele pro trestní řízení na Okresním ředitelství Policie ČR Nymburk a Kutná Hora (2002 až 2004). V letech 2004 až 2008 byl ředitelem Okresního ředitelství Policie ČR Kutná Hora a Praha-venkov.
V roce 2008 se stal ředitelem služby pro zbraně a bezpečnostní materiál policejního prezidia 2010 byl náměstkem ředitele pro službu kriminální policie a vyšetřování Krajského ředitelství policie Středočeského kraje.
V roce 2013 se přihlásil do nabídkového řízení na post ředitele Útvaru odhalování korupce a finanční kriminality (ÚOKFK). Místo se uvolnilo, když po sporech s vrchní státní zástupkyní Lenkou Bradáčovou na tuto funkci rezignoval Tomáš Martinec. Komárek nabídkové řízení vyhrál a náměstek policejního prezidenta Václav Kučera jej na toto místo ustanovil dne 14. června 2013.
Na konci roku 2013 oznámil policejní prezident Martin Červíček, že po něm ministr vnitra v demisi Martin Pecina chtěl, aby Komárka odvolal z funkce. Červíček se za Komárka postavil a ve funkci jej ponechal. Sám Komárek později uvedl, že na něj ministr Pecina tlačil, aby jako náměstka ÚOKFK jmenoval ministrova poradce Jindřicha Láta. Výzvy však nevyslyšel.
Dne 25. července 2014 bylo oznámeno, že na konci července 2014 opustí post ředitele ÚOKFK, a to na vlastní žádost z osobních důvodů, což se také stalo. Policejní prezident Tomáš Tuhý uvedl, že s ním ale i nadále počítá pro vedoucí funkce v rámci Policie ČR. Od července 2016 se stal po Robertu Šlachtovi dočasným ředitelem Útvaru pro odhalování organizovaného zločinu. V souvislosti se sloučením ÚOKFK a ÚOOZ do Národní centrály proti organizovanému zločinu se k 1. srpnu 2016 stal náměstkem ředitele tohoto útvaru. V listopadu 2019 byla zveřejněna informace, že ke konci roku 2019 odchází na vlastní žádost do civilu. Od března 2020 začal na NCOZ opět pracovat, tentokrát na ekonomickém postu jako občanský zaměstnanec.